# Vingarna (skulptur)

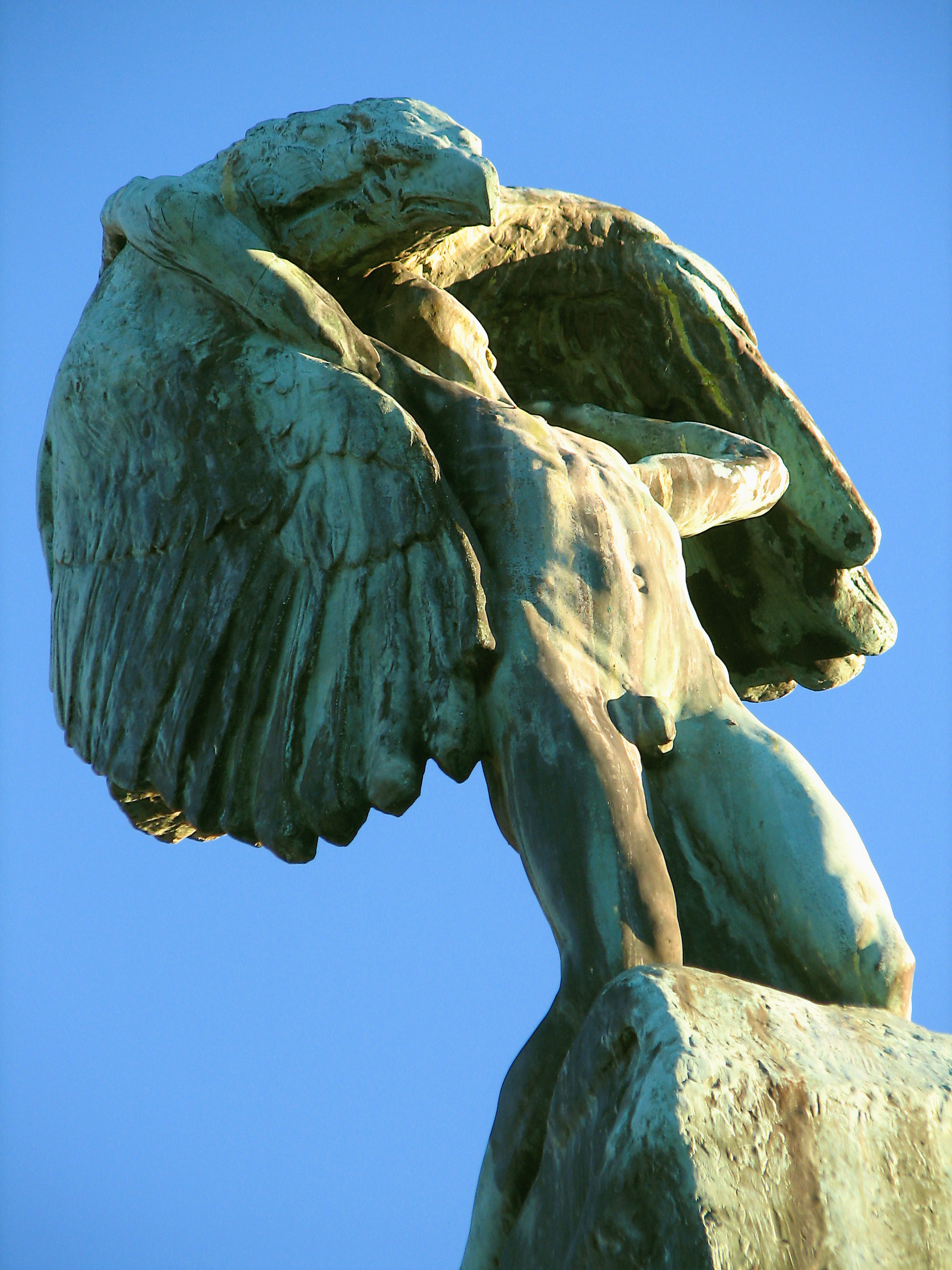
Skulpturen "Vingarna" eller "Gosse med örn" i Göteborg.

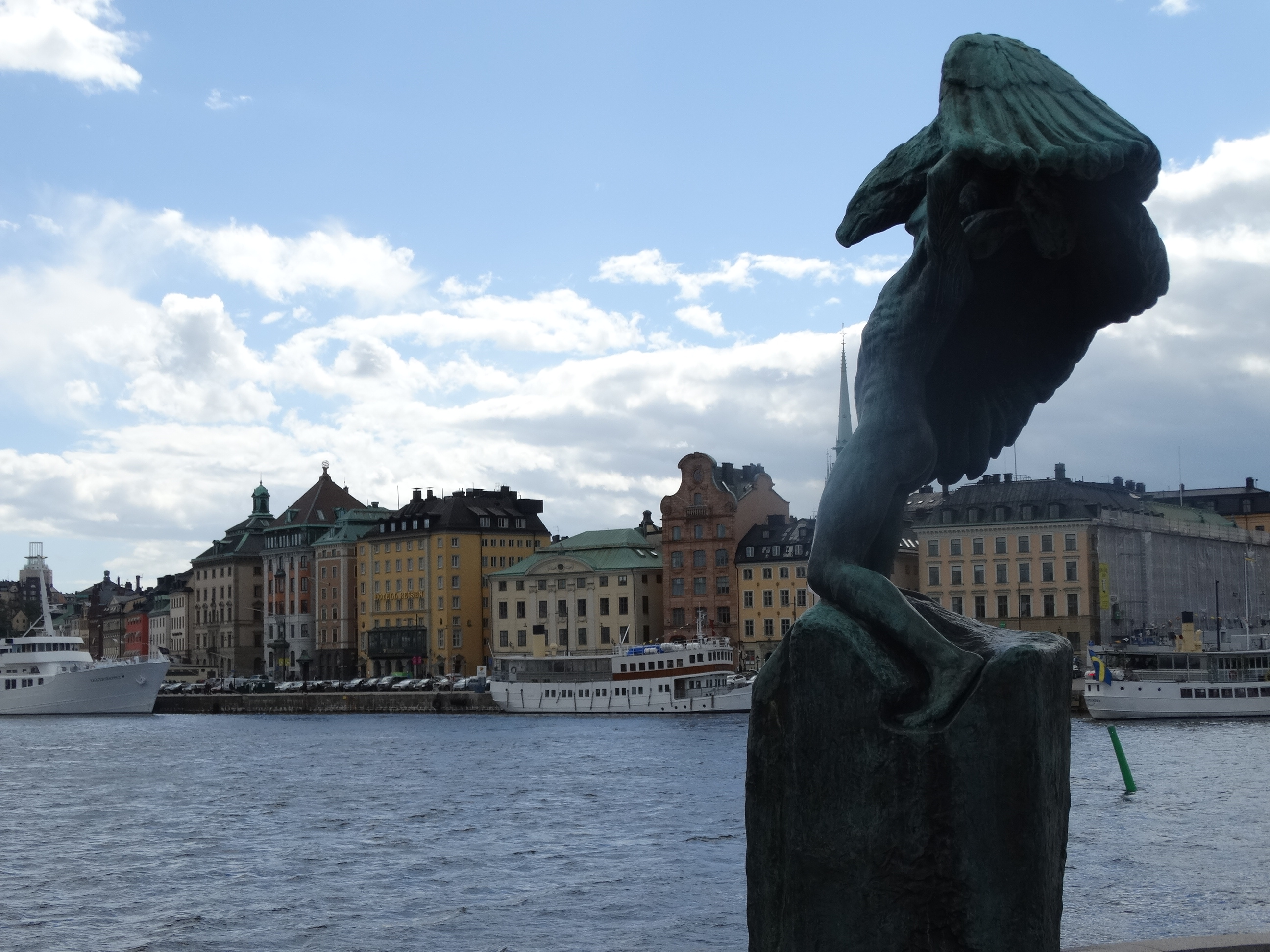
Skulpturen "Vingarna" eller "Gosse med örn" på Strömkajen i Stockholm. 1914 stod denna skulptur i en villaträdgård i Äppelviken och villan fick namnet Villa Vingarna.

Vingarna eller Gosse med örn är en skulptur av Carl Milles. Den komponerades 1908 och utfördes i större skala 1910.
Skulpturen föreställer en naken yngling på knä på ett stenblock, som på sina uppsträckta armar lyfter en örn med utbredda vingar. Motivet är hämtat från grekisk mytologi och föreställer den vackre Ganymedes som rövades bort av Zeus som lät sig förvandlas till en örn. Skulpturen är i sin monumentalversion 270 centimeter hög och är i sin tur placerad på en hög kolonn som mäter olika på olika platser. 

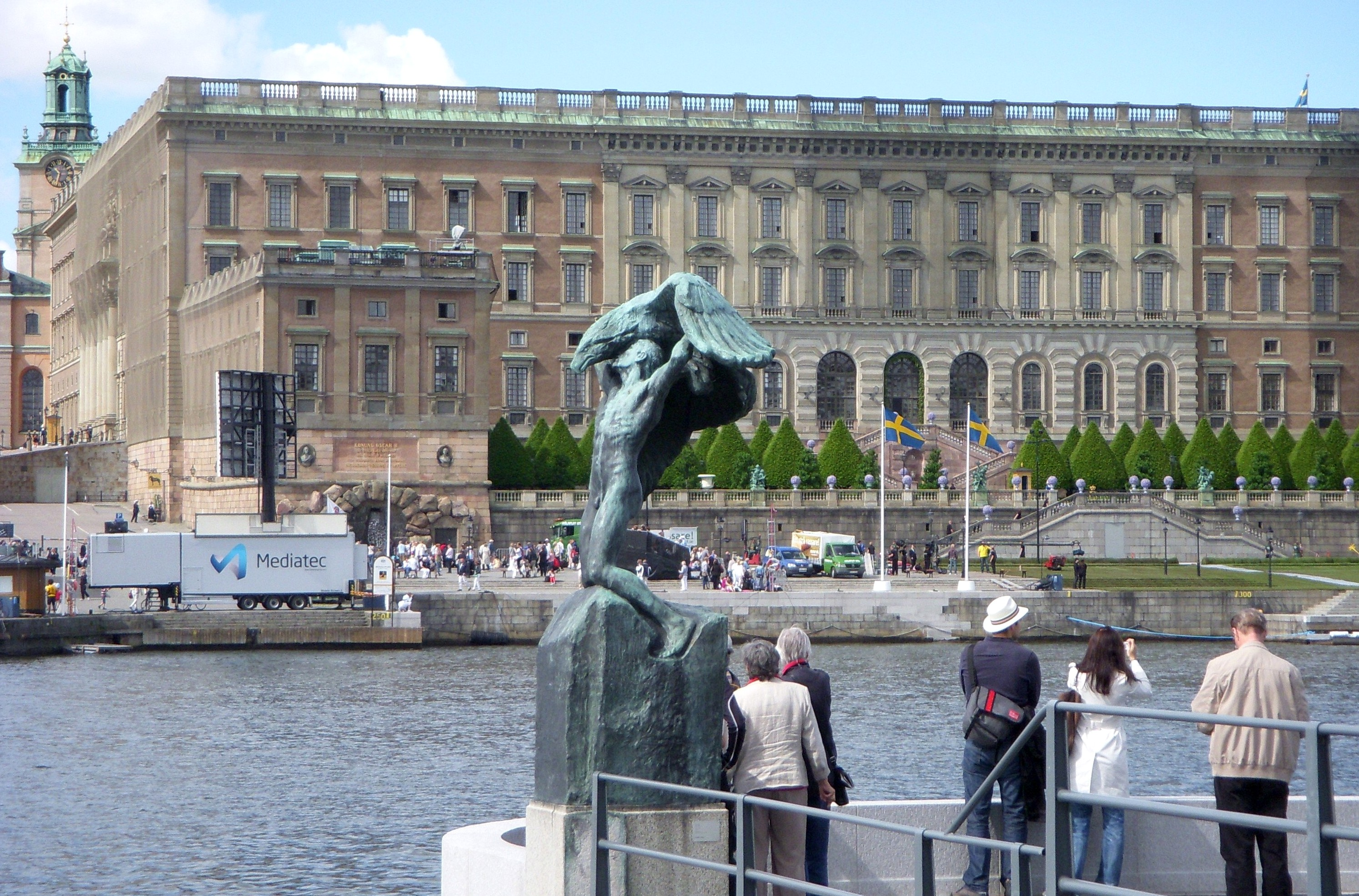
En annan vy av skulpturen "Vingarna" eller "Gosse med örn" utanför Nationalmuseum med Stockholms slott i bakgrunden.

Denna skulptur finns i flera exemplar: utanför Göteborgs konstmuseum på Götaplatsen, på Millesgården i Lidingö och utanför Nationalmuseum i Stockholm. Skulpturen finns också utan kolonn i Uplands nations trädgård i Uppsala och på Waldemarsudde på Djurgården i Stockholm. Göteborgsskulpturen donerades 1916 av Caroline Wijk, född Dickson, och placerades först utan kolonn på Bastionsplatsen innanför Vallgraven. Den flyttades till Götaplatsen någon gång under 1940-talet. 
Milles lät även gjuta en upplaga av en mindre variant i brons på 60 centimeter hos Herman Bergmans konstgjuteri i Stockholm. Denna bronsskulptur placerades sedan på en 110 centimeter hög mahognypelare.
År 1914 byggdes en villa vid Korsvägen 9 vid hörnet av Klövervägen 16 i Äppelviken i Bromma. Ett exemplar av Carl Milles skulptur Vingarna eller Gosse med örn stod då i trädgården och man döpte villan till Villa Vingarna. I villan bodde civilassessor Waldemar Robert Ditzinger (1876-1955) och då han dog testamenterade han villan till Sveriges Författarförbund. Enligt Ditzingers vilja skulle villan användas såsom hedersbostad av en förtjänt skönlitterär författare. Nu är denna skulptur flyttad från villaträdgården i Äppelviken och finns idag utanför Nationalmuseum på Strömkajen i Stockholm. 
År 1916 spelade Mauritz Stiller in filmen Vingarne som baserades på Herman Bangs roman Mikaël från 1904. I romanen står en tavla i handlingens centrum, men Stiller ansåg att man borde byta ut tavlan till en mer bildmässig skulptur och valde då skulpturen Vingarna av Milles.